# Вольф-Ландмарк-Мелотт
Неправильна галактика Вольф-Ландмарк-Мелотт (WLM) виявлена в 1909 Максом Вольфом і лежить у сузір'ї Кита на краю Місцевої групи. Відкриття галактичної природи цього об'єкта належить Кнуту Ландмарку та Філіберу Жаку Мелотту у 1926 році.

## Властивості
Вольф–Лундмарк–Мелотте — це обертовий диск, який видно з ребра. Він відносно ізольований від решти Місцевої групи і, здається, не демонструє багато ознак взаємодії. Однак крива обертання Вольфа-Лундмарка-Мелотта є асиметричною, оскільки сторони, що віддаляються, і сторони, що наближаються, обертаються по-різному.